# 俞书伟
俞书伟（1946年—），浙江宁波人，汉族，中华人民共和国政治人物、第十一届全国人民代表大会山东地区代表。
毕业于清华大学水利系水利枢纽站构筑专业。担任山东科技大学教授。2008年起担任全国人大代表。